# Гермес (ракетный комплекс)
Гермес — российский перспективный комплекс управляемого ракетного оружия, разработанный в Конструкторском бюро приборостроения в Туле, совместно с НИИФП. Испытания авиационного варианта были завершены в 2003 году, впервые широкой публике комплекс был продемонстрирован 22 февраля 2009 года.
Предназначен для поражения одиночных и групповых целей (в том числе танков, инженерных и фортификационных сооружений, надводных целей и низкоскоростных летательных аппаратов) одиночным или залповым огнями на дальностях до 100 км. Авиационный вариант комплекса имеет дальность до 15-20 км, однако это резко сокращает потери авиации от ПЗРК и ПВО малого радиуса действий класса Оса-М.
Комплекс приспособлен под различные варианты базирования («Гермес» — наземные ПУ, «Гермес-А» — авиационный вариант, «Гермес-К» — корабельный вариант, «Гермес-С» — стационарный вариант для береговой обороны), и представляет собой унифицированное решение высокоточной реактивной артиллерии для всех родов войск.

## Ракета

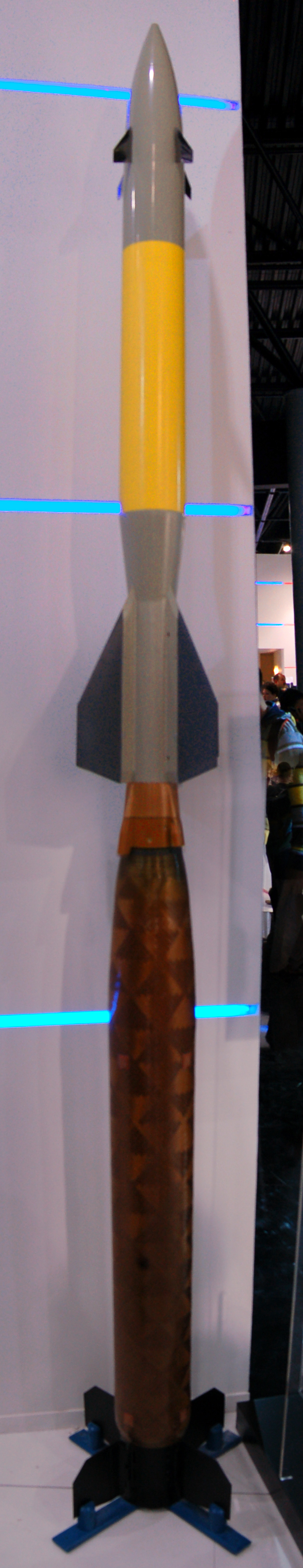
Ракета комплекса «Гермес». МАКС-2009

Ракета комплекса «Гермес» представляет собой двухступенчатую бикалиберную сверхзвуковую управляемую ракету. Индекс ГРАУ ракеты пока достоверно не известен. Ракета внешне напоминает ракету 57Э6-Е комплекса ПВО Панцирь-С1. Калибр ускорителя различается в зависимости от дальности полёта и может составлять либо 170 мм, либо 210 мм.
На маршевом участке траектории ракета развивает скорость до 1 000 м/с, а в среднем, по траектории скорость составляет около 500 м/с.
Управление полётом ракеты осуществляется воздушными рулями. Система наведения ракеты — комбинированная. На этапе выхода в район цели она осуществляется с помощью инерциального или радиокомандного наведения, а на конечном участке — самонаведением. На ракете могут размещаться различные головки самонаведения, в том числе — лазерные.
Поражение цели производится осколочно-фугасной боевой частью, весом 28 кг. По заявлению производителя, точность попадания и мощность боеголовки обеспечивают безвозвратное уничтожение малоразмерных целей одной ракетой, а крупноразмерных — несколькими, путём последовательного поражения жизненно важных элементов цели. При выходе на цель ракета взмывает вверх и поражает цель, пикируя сверху.

## Модификации

### Гермес
«Гермес» — наземная модификация комплекса, размещаемая на серийных колёсных шасси высокой проходимости (в частности, КамАЗ-43114). Благодаря использованию специализированной многофункциональной РЛС обнаружения целей и сопровождения ракет «Гермес» обладает наибольшей среди всех модификаций дальностью поражения целей в 100 км (при этом используется ракетный ускоритель большего калибра).
Огромная для подобных систем дальность приближает возможности «Гермеса» к оперативно-тактическим ракетным комплексам при значительно меньшей стоимости. Комплекс обладает высоким потенциалом при контрбатарейной стрельбе.

#### Состав
В состав подвижного комплекса минимально входят:
- Боевая машина (ПУ) с 24 готовыми к пуску ракетами в ТПК;
- Машина управления с МРЛС обнаружения и сопровождения на выдвижной мачте;
- Командно-штабная машина с аппаратурами связи и навигации.

Повышение возможностей комплекса возможно при включении в его состав:
- Транспортно-заряжающих машин;
- Комплексов воздушной разведки с БПЛА.

Обслуживание комплекса производится:
- Машиной технического обслуживания.

### Гермес-А
«Гермес-А» — авиационная модификация комплекса, оптимизированная для размещения на широком круге летательных аппаратов — от ударных самолётов и вертолётов до транспортной авиации. Дальность применения авиационной модификации составляет 15—20 км днём и ночью.
Одной из важнейших черт комплекса является возможность ведения огня на дальности больше ПЗРК и ПВО малого радиуса действия, которые представляют основную угрозу вертолетам. Залповый пуск ракет сразу по нескольким целям позволяет увеличить поражаемость из-за невозможности ответной реакции после первого попадания. Сверхзвуковая скорость ракеты усложняет работу комплексов активной защиты.
Некоторые источники считают, что, поскольку ракета адаптирована из варианта с дальностью до 100 км, то указываемая дальность порядка 15-18 км соответствует варианту ракеты с инерциальной системой наведения, а дальность до 100 км достижима при применении радиокомандной.
Производитель заявляет оптико-электронную систему (ОЭС) c оптическим захватом и сопровождением цели с управлением полетом ракеты по лазерному лучу. Состав ОЭС следующий:
- включающая телевизионный и тепловизионный каналы технического зрения,
- два канала лазерного целеуказания, электронные блоки (в т. ч. двухканальный автомат сопровождения цели),
- автоматическое сопровождение и лазерный подсвет целей.

#### Состав
На носителе размещены:
- до 16 ракет в ТПК
- до 2 пусковых установок
- аппаратура управления

Также в состав комплекса входят, но не размещаются на носителе, средства технического обслуживания.

#### Носители
Достоверно пока не известен полный список возможных носителей комплекса. На сайте производителя в качестве примера приводятся вертолёт Ка-52 и штурмовик Су-39. Известно, что в 2003 году были успешно завершены испытания комплекса на вертолёте Ка-52.
Серийно устанавливается на Ми-24ВМ1 (экспортное обозначение Ми-35М), Ми-24ВК-П, а также, со спецдоработкой — на Ми-24П и ВП, Ми-17АМТШ.

### Гермес-К
«Гермес-К» представляет собой корабельную модификацию комплекса, предназначенную для размещения на кораблях малого и среднего водоизмещения. В зависимости от решаемых задач, на кораблях могут быть установлены ракеты как обычной, так и повышенной дальностей.

#### Состав
В состав комплекса «гермес-К» входят:
- управляемые ракеты «Гермес» в ТПК
- подвижная ПУ:
  - специализированная
  - АК-630, доработанная для размещения ракет.
- аппаратура управления комплексом;
- средства связи и передачи данных;
- средства технического обслуживания.

Запланирован будущий кратный рост мощности комплекса.

## Тактико-технические характеристики
Источник данных: Противотанковый ракетный комплекс «Гермес». Информационная система «ракетная техника»

### Основные характеристики комплекса
- Максимальная дальность стрельбы:
  - Вариант повышенной дальности: 100 км
  - Вариант обычной дальности: 20 км
- Скорость полёта:
  - Максимальная: 1 300 м/с[12]
  - Средняя: 500 м/с
- Температура применения: от −50 °C до +50 °C

### Ракета
- Массо-габаритные характеристики:
  - Ракеты:
    - Длина: < 3,5 м
    - Диаметр ракетного ускорителя: 0,21 м или 0,17 м (в зависимости от дальности)
    - Диаметр второй ступени: 0,13 м
    - Вес: 90 кг

  - ТПК:
    - Длина: 3,5 м
    - Диаметр: > 0,21 м или > 0,17 м (в зависимости от дальности)
    - Вес:
      - Полный вес ТПК с ракетой: 130 кг или 110 кг (в зависимости от дальности)
      - Вес ракеты в ТПК: 127 кг или 107 кг (в зависимости от дальности)
- Боевая часть:
  - Тип: тандемная кумулятивно-осколочная
  - Вес:
    - Боевой части: 28 кг
    - Взрывчатого вещества: 18 кг

  - Бронепробиваемость: 1 000 мм

### Управление и наведение комплекса
- Допустимые типы управления: Комбинированное, с самонаведением
- Сопровождение цели: автоматическое

### Пусковая установка
- Допустимые типы: наземная, корабельная и воздушная
- Носители: различные типы колёсных шасси, транспортной и боевой авиации, боевых кораблей и катеров
- Число ракет на ПУ: до 24